# Resilienza climatica
La resilienza climatica può essere definita come la capacità di adattamento di un sistema socio-ecologico ai cambiamenti climatici. Si tratta di: (1) assorbire lo stress e mantenere la funzione di fronte agli effetti esterni imposti dai cambiamenti climatici e (2) adattarsi, riorganizzarsi ed evolversi in più configurazioni desiderabili che migliorino la sostenibilità del sistema, lasciandolo meglio preparato per i futuri impatti dei cambiamenti climatici.

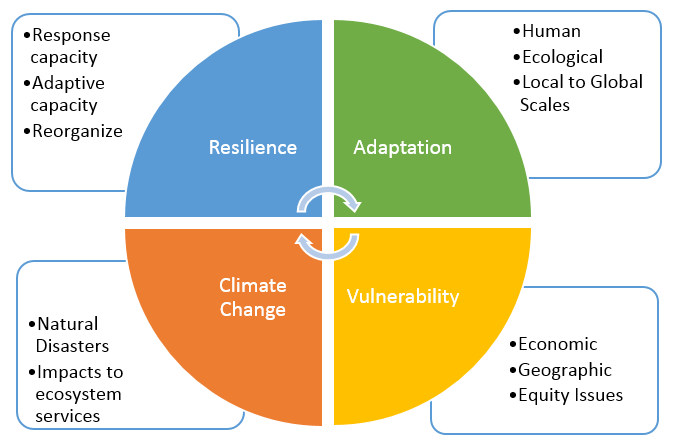
Un grafico che mostra l'interconnessione tra cambiamento climatico, adattabilità, vulnerabilità e resilienza.

Con la crescente consapevolezza del impatto dei cambiamenti climatici da parte di organismi nazionali e internazionali, la costruzione della resilienza climatica è diventata un obiettivo importante per queste istituzioni. L'obiettivo principale nello sforzo di resilienza climatica è affrontare la vulnerabilità climatica che le comunità, gli stati e i paesi hanno per quanto riguarda le conseguenze dei cambiamenti climatici. Attualmente, alla base degli sforzi per la resilienza climatica ci sono strategie sociali, economiche, tecnologiche e politiche che vengono implementate della società a tutte le scale. Dall'azione della comunità locale ai trattati globali, affrontare la resilienza climatica sta diventando una priorità, anche se si potrebbe sostenere che una parte significativa della teoria deve ancora essere messa in pratica. Nonostante ciò, esiste un movimento robusto e in continua crescita, alimentato da organismi locali e nazionali, orientati allo stesso modo alla costruzione e al miglioramento della resilienza climatica.